# مریم حویج
مریم حویج (انگلیسی: Mariem Houij؛ زادهٔ ۸ اوت ۱۹۹۴) بازیکن فوتبال اهل تونس است.
وی همچنین در تیم ملی فوتبال تونس بازی کرده‌است.